# Spencer Smith (triatlonist)
Spencer Smith (n. 11 mai 1973) este un atlet britanic campion la triatlon.

## Cariera sportivă
Spencer a fost în anii 1992 1993 și 1994 de trei ori campion mondial la triatlon pe distanță scurtă. El a fost campion european în 1992 și 1997, în anul 1998 este bănuit de dopaj, care însă după 17 luni s-a dovedit ca învinuiri neîntemeiate. Spencer Smith este și de două ori învingător pe distanțe lungi la Ironman. În prezent el trăiește cu soția în Palm Harbour, Florida. Spencer Smith este poreclit "Powerhorse" el fiind antrenat de Paul Huddle.